# Фецень (Алба)
Фецень, Фецені (рум. Fețeni) — село у повіті Алба в Румунії. Адміністративно підпорядковане місту Куджир.
Село розташоване на відстані 264 км на північний захід від Бухареста, 35 км на південний захід від Алба-Юлії, 109 км на південь від Клуж-Напоки.

## Населення
За даними перепису населення 2002 року у селі проживали 66 осіб, усі — румуни. Усі жителі села рідною мовою назвали румунську.